# Afanc
Un afanc (pron.: /'avank/; plur.: afancod) o avanc o ad(d)anc (pron.: /'aðank/) o addane o ab(h)ac è un mostro acquatico, solitamente lacustre, della mitologia gallese.
A lui si attribuisce, nelle superstizioni popolari, la responsabilità per le inondazioni.

## Etimologia
Il termine afanc deriva dal termine protoceltico abankos, che significa "mostro acquatico", termine che è a sua volta una derivazione di celt. ab, "acqua" (cfr. gall. afon = "fiume"). Ha dunque la stessa etimologia del termine bretone avank e del termine irlandese abhac, che significano "nano".

## Descrizione
Nella mitologia gallese, un afanc può essere descritto in varie forme: lo ritroviamo come un castoro gigantesco, un nano, coccodrillo o demone o come una combinazione di queste.
Si crede che il mostro divori chiunque entri nel suo habitat.

## Leggende
Tra le varie leggende che riguardano la figura dell'afanc, vi è quella che racconta che il mostro fu cullato da una fanciulla, che poi però finì per essere percossa e schiacciata dalla creatura. In seguito, il mostro fu trascinato dalla gente del posto in uno luogo in cui non poteva più nuocere a nessuno, il lago Cwm Ffynnon, in Snowdonia.
Un'altra leggenda racconta invece che il mostro fu ucciso da Re Artù. A "valorizzare" la presunta veridicità del racconto, vi sarebbe un'impronta lasciata dal cavallo di Re Artù in una roccia del parco di Snowdonia, roccia su cui sono incise le parole Carn March Arthur ("roccia del cavallo di Re Artù").
Secondo un'altra leggenda, diffusa dal bardo Iolo Morgannwg (1747-1826), il mostro sarebbe stato trascinato in un lago da due buoi.

## Luoghi legati all'afanc
Tra i luoghi tradizionalmente legati alla figura dell'afanc vi sono il Lago di Llangorse, il Llyn Llion, il Llyn Barfog, il Llyn-y- Afanc, nei dintorni di Betws-y-Coed e il fiume Conwy.

## L'afanc nel cinema e nelle fiction
- La figura dell'afanc si ritrova nella serie televisiva Merlin.[10]